# Risikomanagement-Standard
Ein Risikomanagement-Standard (RMS) ist ein auf die formalen Abläufe und Strukturen zur Risikohandhabung in Organisationen gerichteter Standard. Es existieren mehrere nationale Standards von Normungsinstituten sowie Frameworks von Gremien und Standesorganisationen.

## Gegenstand
Seit den 1990er Jahren wurden weltweit in zunehmendem Maße systemorientierte Regelwerke und Standards zum Risikomanagement entwickelt, die allgemein anwendbare Prinzipien zur Einrichtung und Anwendung von  Risikomanagement-Standard vorgeben. Derzeit existieren weltweit über 80 Frameworks und Normen zu Risiko oder Risikomanagement, wobei der Gegenstandsbereich von Terminologien über Sicherheits-, Gesundheitsschutz- und Umweltschutznormen bis hin zu allgemeinen Risikomanagement-Leitlinien mit Anwendungsbereichen in der Raumfahrttechnik, Medizin, Biotechnik, Petrochemie und Softwaretechnik reicht.
Risikomanagement-Standards für das Risikomanagement in Organisationen stellen eine Art normierter Managementsysteme dar, die Organisationen als Hilfsmittel zur Gestaltung formalisierter Risikomanagementsysteme dienen, ähnlich z. B. Qualitätsmanagementnormen und Umweltmanagementnormen.

## Beispiele für Risikomanagement-Standards und Risikomanagement-Frameworks
- CAN/CSA Q850 Risk Management: Guideline for Decision-Makers (Kanada 1997)
- BS-6079-3:2000 Project management. Guide to the management of business related project risk (Großbritannien 2000)
- JIS Q 2001:2001 Guidelines for development and implementation of a risk management system (Japan 2001)
- IEC Guide 73:2009 Risk Management–Vocabulary – Guidelines for use in standards (international 13. November 2009)
- COSO ERM Enterprise Risk Management – Integrated Framework (USA 2004)
- ONR 49000:2004 ff. Risikomanagement für Organisationen und Systeme: Begriffe und Grundlagen (Österreich 2004)
- AS/NZS 4360:2004 Risk Management (Australien, Neuseeland 2004)
- ONR 49000:2008 ff. Risikomanagement für Organisationen und Systeme – Begriffe und Grundlagen – Anwendung von ISO/DIS 31000 in der Praxis (Österreich 2008)
- ISO/IEC 31000:2009 Risk Management – Guidelines for principles and implementation of risk management (international, 15. November 2009)
- ISO/IEC 31010:2009 Risk management – Risk assessment techniques (international, 27. November 2009)
- ISACA Risk IT – IT Risk Management Framework (international, 8. Dezember 2009)
- ISO/IEC 27005:2011 – Information security risk management (international, 2011)
- ISO/TR 31004:2013 – Guidance for the implementation of ISO 31000 (international, 11. Okt. 2013)
- ONR 49000:2014 ff. Risikomanagement für Organisationen und Systeme – Begriffe und Grundlagen – Umsetzung von ISO 31000 in die Praxis (Österreich, 1. Jänner 2014)
- BSI-Standard 200-3: Risikomanagement (Deutschland, 2016)[1]